# Potęgowo (gmina)
Potęgowo est une gmina rurale du powiat de Słupsk, Poméranie, dans le nord de la Pologne. Son siège est le village de Potęgowo, qui se situe environ 30 km à l'est de Słupsk et 76 km à l'ouest de la capitale régionale Gdańsk.
La gmina couvre une superficie de 227,92 km2 pour une population de 7 147 habitants.

## Géographie
La gmina borde les gminy de Cewice, Czarna Dąbrówka, Damnica, Dębnica Kaszubska, Główczyce et Nowa Wieś Lęborska.